# Лойцкер Юхим Борисович
Лойцкер Юхим Борисович (Хаїм) (* 20 березня 1898, Канів — † 1 лютого 1970, Київ) — єврейський та український освітній діяч, письменник, літературознавець.
Усього себе присвятив дослідженню єврейської культури; за це його оголосили американським шпигуном. Під час «слідства» у 1950 році Юхим Лойцкер свою «провину» визнав.

Єврейські літератори, більшість з яких було репресовано у часи боротьби з «безрідним космополітизмом». Лойцкер у другому ряду зліва

## З життєпису
Народився в родині ремісника, закінчив місцеве 4-класне училище. У 1920—1926 роках викладав єврейську мову та літературу; завідував будинками безпритульних у Каневі та Богуславі.
1930 року закінчив педагогічний факультет Другого Московського університету, викладав мову та літературу у Київському вечірньому робітничому університеті.
Навчався в аспірантурі при Інституті єврейської культури Академії наук УРСР, 6 років працював старшим науковим співробітником та вченим секретарем.
Друкувався у пресі з 1925 — десятки статей та літературознавчих наукових праць про єврейську мову та літературу, зокрема, про творчість Шолом-Алейхема, Менделе Мойхер-Сфоріма, Д. Бергельсона, Д. Гофштейна, І. Фефера, І. Кіпніса, П. Маркіша.
Один з авторів єврейсько-українського та російсько-єврейського ґрунтовних словників; брав активну участь у складанні підручників для учнів трудових шкіл та вищих навчальних закладів — «Цум найєм лебн» (до нового життя, 1930).
Після суцільного закриття в УРСР національних, в тому числі єврейських шкіл, культурних закладів, Інституту єврейської культури, ще залишався Кабінет єврейської культури, керував яким член-кореспондент АН УРСР І. Співак, вченим секретарем був Лойцкер. 1937 року зумів захистити кандидатську дисертацію. Під час Другої світової війни науковців Кабінету евакуйовано в Уфу. Там вони продовжували роботу, заодно вели пропагандистську роботу серед українських євреїв; на прохання Лойцкера Максим Рильський написав віршоване послання єврейському народу.
В кінці 1950 року усі співробітники цього закладу заарештовані, а кабінет ліквідований.
Співак помер у тюрмі в часі допитів, Лойцкеру дозволили завершити процес передачі в архів АН УРСР усіх напрацювань Кабінету, після чого 5 березня 1949 року також взяли під варту. Допитували кілька місяців, вимагаючи зізнатися в злочинах. Особлива нарада при МДБ СРСР, не побачивши підсудного в вічі, винесла вирок: «п'ятнадцять років режимного спецтабору Степлаг». В тому ж часі були арештовані М. Альтман, Р. Балясна, О. Борщагівський, Й. Бухбіндер, А. Веледницький, А. Губерман, В. Гутянський, І. Друкер, Н. Забара, А. Каган, Н. Лур'є, М. Мижирицький, М. Пінчевський, Г. Полянкер, М. Талалаєвський, М. Шмушкевич.
З кабінету єврейської літератури був арештований Веледницький Абрам Маркович.
Наприкінці 1955 справа Лойцкера була переглянута, реабілітований. За часів хрущовської відлиги відновлено роботу над створенням великого «Російсько-єврейського (їдиш) словника», розпочату ще Інститутом єврейської культури при АН УРСР. Лойцкер написав для словника велику частину — літери Г-И.
Помер 1 лютого 1970 в Києві.